# Will Reichard
Will Reichard (Hoover, 9 gennaio 2001) è un giocatore di football americano statunitense che milita nel ruolo di placekicker per i Minnesota Vikings della National Football League (NFL). È il leader di tutti i tempi della FBS della NCAA per punti segnati in carriera.

## Carriera universitaria

### 2019
Dopo essersi iscritto ad Alabama, Reichard si impose come placekicker titolare durante il training camp. Nel primo turno contro Duke segnò 6 extra point su 6, calciò due punt per 81 yard e vide tutti i kickoff risultare in touchback. A causa degli infortuni saltò la seconda metà della stagione, terminado con 4 field goal segnati su 7 tentativi e 21 extra point su 22.

### 2020
Nel 2020 Reichard dispute tutte le partite, segnando tutti i suoi field goal ed extra point (complessivamente 98 calci su 98), il secondo kicker della storia di Alabama a compiere tale impresa. Fu nominato giocatore degli special team della settimana per le sue prestazioni contro Texas A&M, LSU, Mississippi State, Georgia e Tennessee. Dopo essersi classificato quinto nella nazione con 126 punti segnati, fu inserito nella prima formazione All-American da CBS Sports e nella seconda da The Sporting News. Fu finalista del Lou Groza Award, assegnato al miglior kicker nel college football. La sua squadra vinse tutte e 13 le sue partite, conquistando il campionato nazionale.

### 2021
Nel 2021 Reichard segnò 22 field goal su 28 e 71 extra point su 72, guidando la Southeastern Conference (SEC) in punti segnati, mentre fu ancora quinto a livello nazionale. Fu premiato come giocatore degli special team della settimana della SEC per la sua prestazione contro Miami.

### 2022
Reichard fu semifinalista del Lou Groza Award nel 2022 dopo essersi classificato secondo nella SEC e terzo nella nazione con 130 punti segnati. Segnò 22 field goal su 26 e tutti i 64 extra point. Per due volte fu premiato come giocatore degli special team della  SEC della settimana, inserito nella seconda formazione ideale della SEC dall’Associated Press e dagli allenatori e menzione onorevole All-American da Pro Football Focus. Dopo avere inizialmente deciso di rendersi eleggibile per il Draft NFL 2023, optò invece per rimanere ad Alabama per una quinta stagione grazie all’anno di eleggibilità aggiuntiva guadagnato a causa della pandemia di COVID-19.

### 2023
Il 14 ottobre 2023, contro gli Arkansas Razorbacks, Reichard stabilì il record della storia della Southeastern Conference con 486 punti segnati, superando i 480 dell’ex kicker di Auburn Daniel Carlson. Contro la stessa Auburn nell’Iron Bowl segnò nove punti, pareggiando il record NCAA di Keenan Reynolds di 530 punti. La settimana successiva si appropriò del primato solitario nella vittoria di Alabama nella finale della SEC.

## Carriera professionistica

### Minnesota Vikings
Reichard fu scelto nel corso del sesto giro (203º assoluto) del Draft NFL 2024 dai Minnesota Vikings. Nei primi otto turni segnò tutti i 14 field goal tentati, prima di sbagliarne due nella settimana 9 contro gli Indianapolis Colts, in cui si infortunò al muscolo obliquo. Il 4 novembre fu inserito in lista infortunati.